# Sudwalde
Sudwalde (dolnoniem. Suwohle) – miejscowość i gmina w Niemczech, w kraju związkowym Dolna Saksonia, w powiecie Diepholz, wchodzi w skład gminy zbiorowej Schwaförden.